# Niltava macgrigoriae
A Niltava macgrigoriae  a madarak osztályának verébalakúak (Passeriformes) rendjébe és a légykapófélék (Muscicapidae) családjába tartozó faj.

## Rendszerezése
A fajt Edward Burton brit ornitológus írta le 1836-ban, a Phoenicura nembe Phoenicura MacGrigoriae néven.

## Alfajai
- Niltava macgrigoriae macgrigoriae (Burton, 1836)
- Niltava macgrigoriae signata (McClelland, 1840)[2]

## Előfordulása
Dél- és Délkelet-Ázsiában, Banglades, Bhután, Kína, India, Laosz, Mianmar, Nepál, Thaiföld és Vietnám területén honos.
Természetes élőhelyei a szubtrópusi vagy trópusi síkvidéki és hegyi esőerdők, valamint füves puszták és cserjések. Állandó, nem vonuló faj.

## Megjelenése
Testhossza 11–14 centiméter,  testtömege 11–13 gramm.
|  |  |

## Életmódja
Gerinctelenekkel táplálkozik, de néha bogyókat is fogyaszt, melyet magányosan, vagy párban keresgél.

## Természetvédelmi helyzete
Az elterjedési területe rendkívül nagy, egyedszáma pedig stabil. A Természetvédelmi Világszövetség Vörös listáján nem fenyegetett fajként szerepel.